# Giorgio Questa

Giorgio Questa al suo organo portativo

Giorgio Questa (Genova, 27 novembre 1929 – Genova, 11 giugno 2010) è stato un organista italiano.

## Biografia
Nacque da una famiglia di musicisti: il padre era un ottimo violinista, mentre lo zio era il noto direttore d'orchestra Angelo Questa (1901-1960). Era anche cugino del celebre latinista Cesare Questa. Fu avviato allo studio del pianoforte dapprima sotto la guida di Lilla Faveto e successivamente del russo Nicolay Klepikoff Ferrari.
Fin dagli anni 1942-43 rivelò una predisposizione e predilezione per la musica da camera, mentre il padre lo introdusse alla conoscenza della letteratura violinistica. In seguito i suoi interessi musicali si rivolsero all'accompagnamento del repertorio liederistico, alla polifonia vocale e all'organo. Parallelamente coltivò gli studi universitari, conseguendo la laurea in Scienze economiche e commerciali presso l'Università di Genova. Frequentò inoltre i corsi di perfezionamento sotto la guida di Marie-Claire Alain presso l'Internationale Zomeracademie voor Organisten (Accademia estiva internazionale per organisti) di Haarlem (Paesi Bassi). Nel 1966 portò a termine la costruzione del suo organo meccanico a canne di legno, frutto della predilezione per l'arte organistica italiana del XVI e XVII secolo.
Viaggiando con questo strumento, Giorgio Questa ha suonato in Italia e in Europa, in recital e come solista con orchestre sinfoniche (Bucarest, Firenze, Lubiana, Madrid, Mainingen, Torino, Trieste) e da camera (Camerata Accademica del Mozarteum di Salisburgo, I Solisti Veneti, Mainzer Kammerorchester, Stuttgarter Kammerorchester), con direttori quali Igor Markevitch, Karl Münchingerk, John Pritchard e Sàndor Vegh. Dopo averlo ascoltato, Igor Markevitch lo invitò a eseguire, al Teatro Real di Madrid il Concerto per l'organo in do maggiore (1756) di Franz Joseph Haydn con la Orquestra de RTV Española.
Ha inciso per la Dynamic e tenuto corsi di interpretazione sulla musica organistica italiana del Cinque e Seicento (in particolare su Girolamo Frescobaldi) nei Conservatori di Fontainebleau (dove Nadia Boulanger lo ha invitato per cinque anni consecutivi) e La Chaux-de-Fonds, a Città di Castello e all'AMOR di Assisi. Determinanti, nella sua evoluzione artistica e musicale, furono gli incontri con Nadia Boulanger, Mieczysław Horszowski, Igor Markevitch, Michael Noble, Sàndor Vegh e Narciso Yepes. Questa suonava esclusivamente organi a trasmissione meccanica e le sue interpretazioni si basavano essenzialmente sui manoscritti autografi e sulle stampe originali.
Già presidente della Commissione per la tutela degli organi artistici della Liguria, è morto nella sua città natale l'11 giugno 2010.

## L'organo positivo smontabile a canne di legno
Nei primi anni sessanta del Novecento Giorgio Questa costruì un organo interamente a canne di legno, ispirandosi alla tradizione organaria classica (il somiere si ispira al tipo praticato da Eugenio Casparini), ma con qualche concessione alla modernità (tastiera di 49 tasti con prima ottava cromatica e pedaliera di 25 note distesa e costantemente unita al manuale).
Tale strumento consta di 491 canne di legno (pino di Svezia e castagno francese) ed è interamente smontabile e collocabile in 29 casse di legno costruite appositamente per il trasporto (originariamente su furgoncino FIAT 750 ribattezzato "La Girobalda" in onore di Girolamo Frescobaldi, suo autore prediletto). La disposizione fonica è la seguente:
.
Manuale
Principale
Ottava
Quinta Decima
Decima Nona
Vigesima Seconda
Fiffaro / Cornetta
Flauto di notte in VIII
Flauto di bosco in XII
Vigesima Sesta
Vigesima Nona
Accessori
Passero e passera
Coda di scoiattolo
Nonostante le canne siano in legno, l'ampia sonorità che deriva dalle misure adottate è quella di un organo rinascimentale con canne in metallo.
Lo strumento venne inaugurato il 19 novembre 1966 nell'Oratorio di San Filippo a Genova. Nello stesso anno Giorgio Questa registrò un disco dimostrativo a 45 giri per la Dynamic di Genova; inoltre lo impiegò nei numerosi concerti che tenne in Italia e in Europa sia in qualità di solista, sia con prestigiose orchestre.

## Discografia
- Antologia organistica, vol. I (musiche di Cavazzoni, Gabrieli e Frescobaldi), Genova, Dynamic (DEX 402), s.a. [ca. 1965], organo Roccatagliata 1778 del Santuario di Nostra Signora del Carmine.
- Frescobaldi, Couperin, Bach, Genova, Dynamic (DEX 422), s.a. [ca. 1966], organo a canne di legno costruito da Giorgio Questa 'A.D. 1966'.
- Da Frescobaldi a Brahms, Giorgio Questa organo, 4 CD, Genova, Dynamic, 2011 (CDS687), organo a canne di legno costruito da Giorgio Questa 'A.D. 1966'.